# 中島せいや
中島 せいや（なかじま せいや、本名・中嶋 清彌、男性、1965年生まれ）は、フリーのテレビカメラマン。新潟県新潟市（旧・白根市）出身。

## 人物
- 1986年東放学園専門学校放送技術科卒。
- 映像集団を退社後、バツグン、ウイウイ・スタジオを経てフリーに。ロケ撮影をメインに活動している。
- 現在、撮影を担当している『タモリ倶楽部』では、テレビカメラマンの職業病特集でカメラワークのテクニックを披露。しかし、張り切り過ぎたせいか最後は疲れた場面が映し出されていた。また、愛用している業務用ビデオカメラ（池上通信機製・HL-V55）が故障した際、製造元である池上通信機に持ち込んだ企画もあった（カメラは結局修理するとあまりに高額なことが判明し、途中から追悼企画に変わった）。
- イラストレーターの安斎肇に自宅の表札の制作を2005年の6月に発注しており、2006年8月11日放送の『タモリ倶楽部』の番組企画内にて、約1年2ヶ月かかってやっと完成した。なお、予め安斎が番組に持ち込んだ表札が、中島が注文した横書きを無視した縦書きで、かつ本名である「中嶋」が「中島」だったため、シンナーで消され、番組内にて改めて製作される運びとなった。
- タモリからは中島ちゃんと呼ばれている。
- 『タモリ倶楽部』では薄い頭髪を度々ネタにされており、「空耳アワー」の頭髪に関わる空耳によく登場している。頭皮ネタ以外にも登場しているが、多くは汚れ役であり、空耳アワード2009のゲスト審査員松たか子から呆れられた。頭髪ネタ以外にも、全裸姿で生きているスッポンで股間を隠すなど体を張っている。
- 職業のせいか、ストレートネックとヘルニアを患っている。

## 担当している番組
- タモリ倶楽部
- 裸の少年
- ロンドンハーツ
- 雨上がり決死隊のトーク番組アメトーーク!
- オードリー春日のカスカスTV
- musicるTV

## 過去の担当作品
- さまぁ〜ずライブ3…挿入映像のみ
- 藤岡弘、探検シリーズ
- 徳川埋蔵金シリーズ
- 東京女事務所

## 関連
- ハウフルス
- 辻稔
- 元木宏